# توشييا أومي
توشييا أومي (باليابانية: 尾身 俊哉) (مواليد 10 أكتوبر 1995) هو لاعب كرة قدم ياباني.

## وصلات خارجية
- توشييا أومي على موقع رابطة كرة القدم اليابانية للمحترفين (اليابانية)
- توشييا أومي على موقع Soccerway.com (الإنجليزية)